# Parocneria terebynthina
Parocneria terebynthina är en fjärilsart som beskrevs av Otto Staudinger 1963. Parocneria terebynthina ingår i släktet Parocneria och familjen tofsspinnare. Inga underarter finns listade i Catalogue of Life.